# ألتراس غرين بويز

شعار ألتراس غرين بويز سنة 2005

ألتراس غرين بويز هي المجموعة المساندة لفريق الرجاء الرياضي. تأسَّست المجموعة في 21 حزيران/يونيو من عام 2005 بعدما اجتمعَ عشراتُ الشباب في الملعب وخارجه واتفقوا على تأسيسِ الفصيل المساند والداعمِ لفريقهم. قبلَ التأسيسِ الرسمي بسنوات قليلة كانت هناكَ مجموعةُ لاكليك سلتيك (بالإنجليزية: laclick Celtic) التي تُعتبر بمثابة النواة الأولى للغرين بويز. لاكليك سلتيك كانت مجموعة من الشباب المشجّعين للفريقِ الرجاوي والذين ساندوا الفريق في مبارياته الداخليّة والخارجيّة على حدٍ سواء، حيثُ كانوا يرتدون لباس فريق سلتيك الأخضر والأبيض المخطَّط والذي يُشبه في ألوانه ألوان قميص الرجاء.

## التسميّة والشعار

شعارٌ آخرٌ لألتراس غرين بويز

ارتبطَ اسم المجموعة بألوان الفريق، ومن هذا المنطلق اختيرَ اسمُ الغرين بويز من الكلمة الإنجليزيّة «Green Boys» والذي يعني بالعربيّة «الأولاد الخُضر»، أما على مستوى الشعار فغالبًا ما تتسمُ شعارات الغرين بويز بوجود مخلوقٍ فضائي فيها ومن هنا يأتي التصور الأساسي لشعار المجموعة على اعتبارِ أنَّ مخلوقات الفضاء كائناتٌ فائقةُ الذكاء وقادرةٌ على فعلِ كل شيء في سبيل نجاحها، وتأتي بأشياء جديدة من عالَم جديد مثلما تُحاول ألتراس الغرين بويز فعله.

## العلاقات

### مع الفريق
كما هو عمل أي مجموعة ألتراس فإنّ مهمة ألتراس غرين بويز هي تقديم الجمهور في أحلى حلّة وأفضل منظر، وتظلُّ علاقة المجموعة مع الفريق قائمةً على التشجيعِ والمساندة في المباريات التي يستضيفها الفريقُ على ملعبه داخل الدار البيضاء وفي المباريات الخارجيّة التي يخوضها في مدن مغربيّة أخرى. يعملُ هذا الفصيل المساند للفريقِ الأخضر على خلقِ أجواء احتفاليّة كبيرة خلال المباريات وذلك لإضفاء جماليّة في المدرجات وتشجيعِ اللاعبين على تقديمِ أفضل ما لديهم.

### مع الإدارة
تُحاول المجموعة قدرَ الإمكان الابتعاد عن الدخول في أيِّ علاقةٍ مع مسيري أو منخرطي الفريق، فنظرتها لهذه العلاقة تعتمدُ على المسار الذي يسيرُ عليه الفريق، فإذا كان يسيرُ على النهج الصحيح محقّقًا الانتصارات والبطولات فعمل المجموعة حينها يتمثلُ بالأساسِ في تشجيع اللاعبين وحثهم لبدل مجهود أكثر لتقديم الأفضل، أمّا إذا كان افريق في تنازل مستمر ويفقدُ الكثير من النقاط كما يخسرُ المنافسات والبطولات التي يُشارك فيها فحينها تتدخلُ المجموعة وتحتّج على الأوضاع بعدّة طرق منها البلاغات أو الرسائل الضخمَة في المدرجات وقد تصلُ الأمور في بعضِ الأحيان إلى مقاطعة المباريات تعبيرًا عن احتجاجهم على ما يجري وللضغطِ أكثر على الإدارة لتصحيحِ ومعالجة المشاكل.

## التمويل
تعتمد المجموعة في تمويلها على بطائق الانخراط في الألتراس، وعلى بيعِ منتوجات المجموعة من فترة لأخرى عدى عن عائدات المجموعة المحتمَلة على شبكة الإنترنت وعلى رأسها القناة الرسميّة للفصيل في يوتيوب.